# Lago Loktak
Il lago Loktak è il lago più grande dell'India nordorientale, si trova nello stato del Manipur in India. Il lago, situato nel distretto di Bishnupur, ha una superficie di 287 km².
La sua caratteristica unica sono i phumdi, delle isole composte da vegetazione, terra e materiale organico in vari stadi di decomposizione che galleggiano sulla superficie del lago e talvolta vengono spostate dal vento. Una di esse ospita il Parco nazionale di Keibul Lamjao, unico parco nazionale galleggiante al mondo mentre altre sono addirittura abitate e vi è presente anche una scuola.
Sull'isola Thanga, all'interno del lago, si trova il Museo del folclore di Loktak.